# Бага ад-Даула
Бага ад-Даула (*971 — 22 грудня 1012) — шахиншах держави Буїдів у 998—1012 роках. Тронне ім'я перекладається як «Пишнота держави». Повне ім'я — Бага ад-Даула Абу Наср Фіруз бен Адуд ад-Даула Фанна Хосров.

## Життєпис
Один з молодших синів шахіншаха Адуда ад-Даули. Народився у 971 році. При народженні отримав ім'я Фіруз, згодом додав до нього Абу Наср. Про молоді роки замало відомостей. Значну частину провів у Багдаді поряд з батьком. У 983 році після смерті останнього зберіг вірність старшому брату Самсаму ад-Даулі, який став еміром Іраку.
У 986 році з огляду на невдачі Самсама ад-Даули організував заколот проти останнього, перетягнувши на свій бік військовика Асфар ібн Курдвея. На деякий час Абу Наср Фірузу вдалося захопити значну частину Іраку. Він прийняв ім'я Бага ад-Даула. Втім невдовзі Самсам ад-Даула завдав братові рішучої поразки та захопив у полон. Але того ж року за угодою між Самсамо ад-Даулою та іншим братом Шарафом ад-Даулою Баху ад-Даулу було звільнено. У 987 році Бага сприяв Шарафу ад-Даулі у захопленні Багдаду та поваленні Самсама ад-Даули.
Наприкінці 988 або у 989 році після раптової смерті Шарафа ад-Даули, Бага ад-Даула оголосив себе еміром Іраку. Втім стикнувся з загрозою з боку Самсама ад-Даули, що втік з в'язниці в Ширазі. Проте невдовзі припинив війну з братом, оскільки на південь Персії вдерся родич Факр ад-Даула. Бага уклав угоду з Самсамом, за якою отримав Ірак та Хузістан, домовився про рівні стосунки з братом, прийнявши титул малік.
Втім уже з 990 року став готуватися до об'єднання всіх володінь Буїдів. У 991 році Бага ад-Даула змусив халіфа ат-Таї зректися влади, замість якого поставив аль-Кадіра. Водночас прийняв титул шахіншаха та рушив проти Самсама ад-Даули. Останній визнав зверхність Факра ад-Даули. В результаті Бага ад-Даула зазнав поразки, втратив провінцію Хузістан та відмовився від титулу шахіншаха.
У 997 році, скориставшись зі смерті Факра ад-Даули, який залишив малолітнього сина Маджда ад-Даулу, Бага ад-Даула вдерся до Фарса, де легко переміг Самсама ад-Даулу, якого було вбито неподалік Ісфагану. Невдовзі переміг родича Іззау ад-Даулу, що намагався чинити спротив у Ширазі. Після цього встановив владу над Керманом. За цим знову взяв титул шахіншаха та аміра аль-умара. У 1001 році вдалося вирішити релігійні суперечності в Іраку між шиїтами та сунітами. Бага ад-Даула, незважаючи на прихильність до шиїзму, не допускав пригнічення сунітів. При цьому придушив повстання арабів та курдів. Втім решту життя провів у Фарсі та Хузістані.
1007 році встановив зверхність над арабським племенем Бану-Маз'яд. Разом з тим Бага ад-Даула продовжив політику об'єднання всіх володінь Буїдів. У 1009—1010 році йому вдалося встановити зверхність над північною Персією, де в Хамадані та Реї правили його родичі. Втім він зберіг їхню владу. Водночас дедалі складніше став витримувати тиск держави Газневідів. Не вдалося підкорити курдську династію Марванідів зі столицею в Діярбакирі.
Помер у 1012 році в місті Аррайян. Після цього єдина держава Буїдів фактично розпалася. Спадкували сини Султан ад-Даула — в Іраку та Фарсі, Кавам ад-Даула — в Кермані, Джалал ад-Даула — у Басрі.

## Родина
- Султан ад-Даула (993—1024), емір Іраку у 1012—1021 роках
- Джалал ад-Даула (993/994—1044), емір Іраку у 1027—1044 роках
- Кавам ад-Даула (1000—1028), емір Кермана у 1012—1028 роках
- Мушаріф ад-Даула (1003—1025), емір Іраку у 1021—1025 роках